# Lithacodia mesoplaga
Lithacodia mesoplaga là một loài bướm đêm trong họ Noctuidae.